# Бьёрн Свендсен
Бьё́рн Све́ндсен (дат. Bjørn Svendsen; ум. ок. 1100 года) — сын короля Дании Свена II от неизвестной наложницы.
В правление своего брата короля Эрика I Бьёрн был назначен ярлом Нордальбингера. Он построил укрепления на острове на реке Айдер, где сейчас расположен Рендсбург. Бьёрн был убит на тинге разъярённым крестьянином, метнувшим в него своё копьё.